# Jiwaka
Jiwaka (ang. Jiwaka Province) – prowincja Papui-Nowej Gwinei, położona w środkowej części kraju. Ośrodkiem administracyjnym prowincji jest Kurumul. Zajmuje powierzchnię 4,8 tys. km². W 2011 roku tereny wchodzące obecnie w skład prowincji Jiwaka zamieszkiwało około 344 tys. osób.
Prowincja została utworzona 17 maja 2012 poprzez wyłączenie z prowincji Western Highlands dystryktów Jimi, North Waghi i Anglimp-South Waghi.